# Chris Wood
Christopher Grant Wood (sinh ngày 7 tháng 12 năm 1991) là một cầu thủ bóng đá chuyên nghiệp người New Zealand hiện đang thi đấu ở vị trí tiền đạo cho câu lạc bộ Premier League Nottingham Forest và là đội trưởng của đội tuyển bóng đá quốc gia New Zealand.